# Sáros
 (juin 2025).
Si vous disposez d'ouvrages ou d'articles de référence ou si vous connaissez des sites web de qualité traitant du thème abordé ici, merci de compléter l'article en donnant les références utiles à sa vérifiabilité et en les liant à la section « Notes et références ».
Le Šariš ou comitat de Šariš (en slovaque : Šariš ou Šarišská župa, en latin : comitatus Sarossiensis, en hongrois Sáros ou Sáros vármegye) est une région d'Europe centrale.
Cette région forma un comitat du royaume de Hongrie entre le XIIe siècle et 1918. La partie slovaque est actuellement une région touristique de Slovaquie portant le nom de Šariš.

## Géographie
En 1910, le comitat de Saros avait une superficie de 3 652 km2 pour 174 600 habitants ce qui correstond à 54,7 hab./km2. La capitale était Prešov. 
Elle se situe de nos jours en partie au nord de la Slovaquie.

## Histoire
Le comitat de Saros est créé vers le XIIe siècle avant d'être inclus dans un autre comitat. Il revoit le jour en tant que comitat peu avant le XIIIe siècle à partir de l'ancien comitatus Novi Castri (nommé d'après Novum Castrum, aujourd'hui Abaújvár) qui incluait les anciens comitats de Abaúj et de Heves.
Le siège du comitat était le château de Šariš (Sáros vára en hongrois) puis la ville de Prešov (Eperjes) à partir du XVIIe siècle.

## Galerie

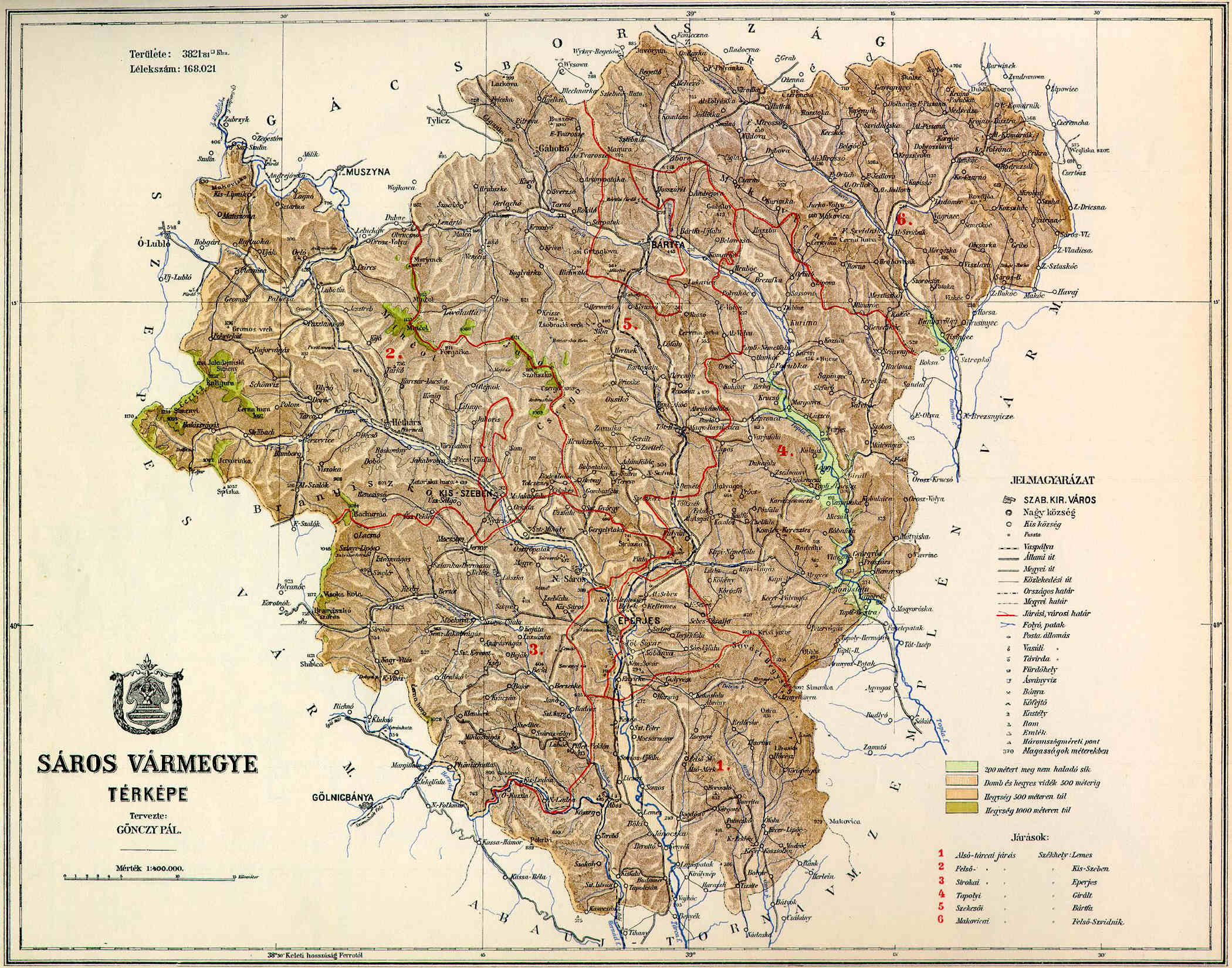
Carte détaillée, 1891
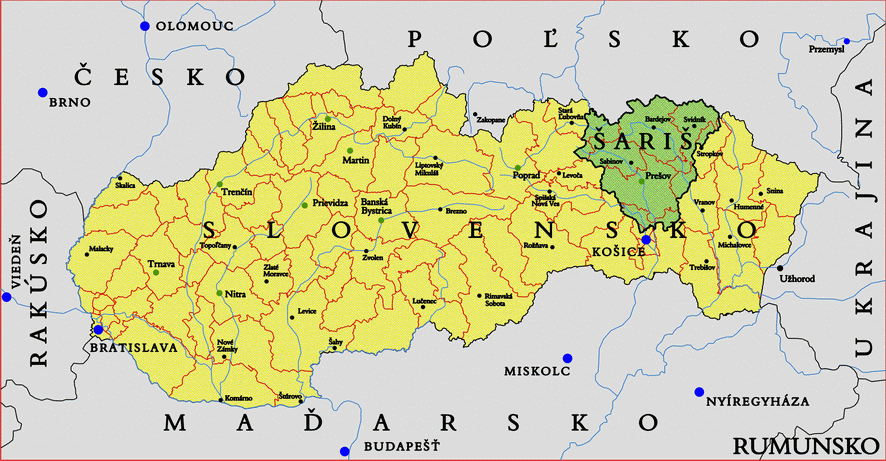
Localisation en Slovaquie
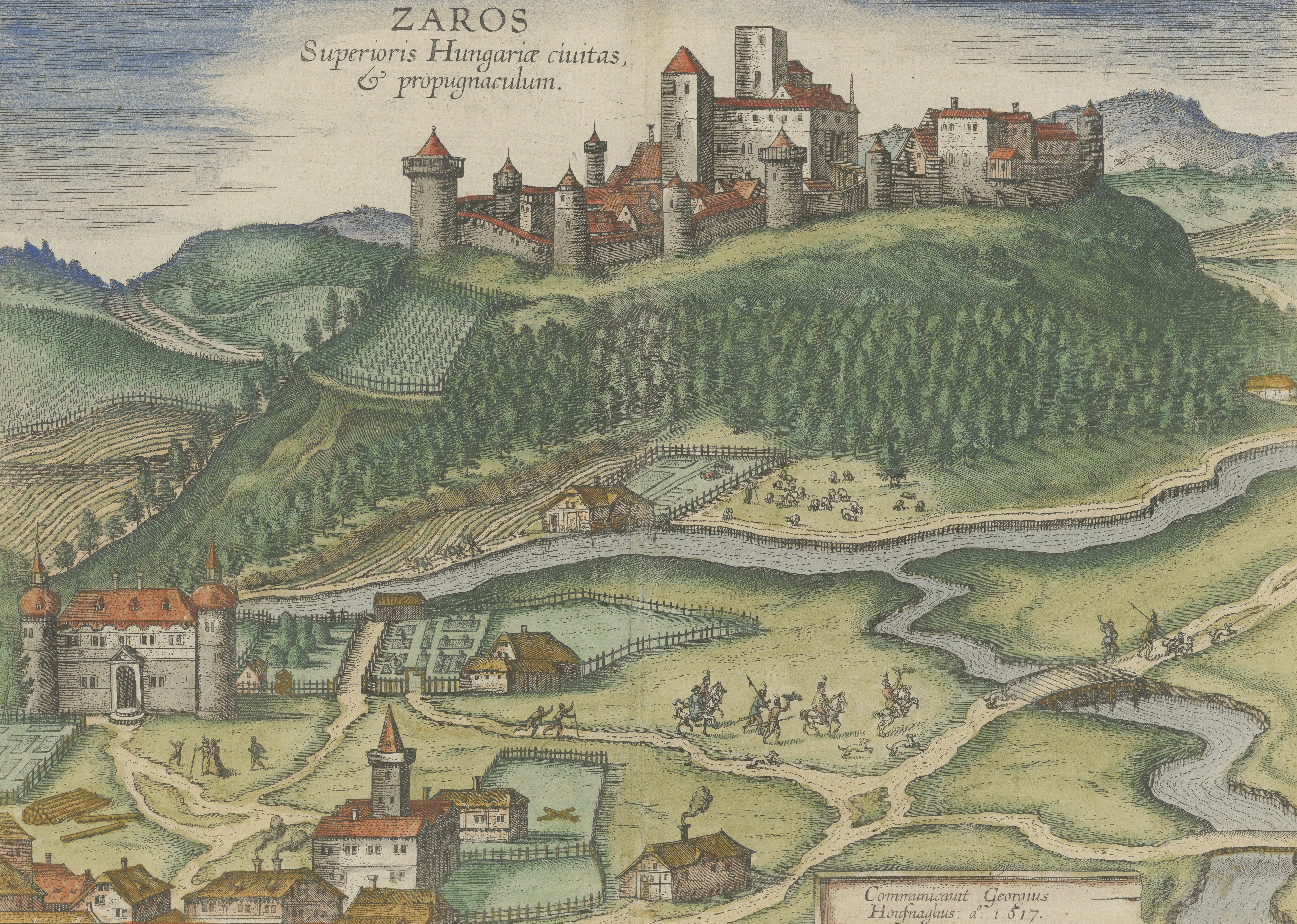
Gravure du château de Šariš/Saros, Joris Hoefnagel, 1617

## Répartition de la population
La répartition ethnique de la population selon les recensements de 1910 est la suivante :
- Slovaques :  60 % (101 855)
- Ruthènes : 22 % (38 500)
- Hongrois : 10 % (18 088)
- Allemands : 8 % (9 447)

## Organisation administrative

### Districts
En 1776, le comitat est divisé en 6 districts, ils eurent le nom de :
- Processus Tarczensis superior
- Processus Tarczensis inferior
- Processus Sirokiensis
- Processus Sekcsoviensis
- Processus Taplansis
- Processus Makoviczensis

En 1910, les districts étaient les suivants :
- Prešov
- Bardejov
- Svidník
- Giraltovce
- Lipany
- Sabinov
- Lemešany

### Ville
- Prešov
- Bardejov
- Sabinov